# Шнайдер, Эрнест
Эрнст Лео Шнайдер (нем. Ernst Schneider ; 18 июня 1894, Киёв, Моравия, Австро-Венгрия — 1 июня 1975, Вена, Австрия) — австрийский изобретатель.
Изучал машиностроение в Вене. В 1926 году изобрёл и в 1927—1928 годах совместно с фирмой Voith GmbH подал заявку на патент на, так называемый Судовой крыльчатый движитель (Voith-Schneider-Propeller), который является одновременно двигателем и рулём. Гребной винт создает тягу за счет крыльчатки, вертикально выступающей из днища корабля. Крылья регулируются. Силу и направление тяги можно варьировать, изменяя угол атаки.
Фирма Voith GmbH построила первое экспериментальное судно с изобретённым гребным винтом конструкции Шнайдера.
Первым судном, сданным в эксплуатацию в 1931 году, стало судно Кемптен на Боденском озере. Обладал превосходной маневренностью — мог совершить полный оборот лодки за 10 секунд.
Сегодня Кемптен можно увидеть в Швейцарском музее транспорта в Люцерне. Многие портовые буксиры, пассажирские суда на внутренних водных путях, буровые краны и специальные суда ныне используют этот движитель.